# Nakladatelské studio Rubato
Nakladatelské studio RUBATO bylo založeno roku 2010 Petrem Janušem a Jaroslavem Tvrdoněm a jeho záměrem je zpřístupňovat hodnotnou, náročnou, osvěžující a intelekt povzbuzující literaturu.
Těžištěm jeho publikační činnosti je výběrová próza a poezie; dalšími oblastmi, do nichž vstupuje, jsou texty filozofické a společensko-politické, které výrazným způsobem promlouvají k současnosti, a publikace z oblasti typografie, designu a vizuálního umění. Doposud Rubato vydalo přes sto titulů.

## Zaměření
V rámci překladové prózy se nakladatelství specializuje na texty prověřené časem, které jsou pečlivě vybírány na základě předchozí četby. Při posuzování je ponecháván stranou prodejní potenciál knihy a důraz je kladen výhradně na kvalitu díla – na jeho myšlenkovou sílu a neotřelost a formální propracovanost jeho narativní struktury. Díky této nakladatelské politice se českému čtenáři podařilo zpřístupnit dosud nepřeložená díla proslulých spisovatelů (např. Peter Handke – Úzkost brankáře při penaltě, Guillaume Apollinaire – Zahnívající čaroděj), obnovit zájem o polozapomenuté mistry (Georges Perec, Anna Maria Ortesová) či objevit autory v českém prostředí zcela neznámé (Juan Filloy, Antonio di Benedetto, David Foster Wallace, Mary Butts, Stefan Themerson, Édouard Levé, Gisèle Prassinos, Roberto Arlt).
V menší míře se Rubato věnuje také české literární produkci, jeho „dvorním“ autorem je S. d. Ch; dále Elsa Aids, Roman Rops-Tůma, Sráč Sam nebo Luboš Svoboda. V posledních letech vychází dílo z pozůstalosti surrealisty Milana Nápravníka. Ve slovenštině Rubato vydalo dvě knihy od Jakuba Juháse.